# Euphorbia tirucalli
La disciplinilla de Cuba, palito, antena, esqueleto, alfabeto chino, árbol de los dedos, el brujo

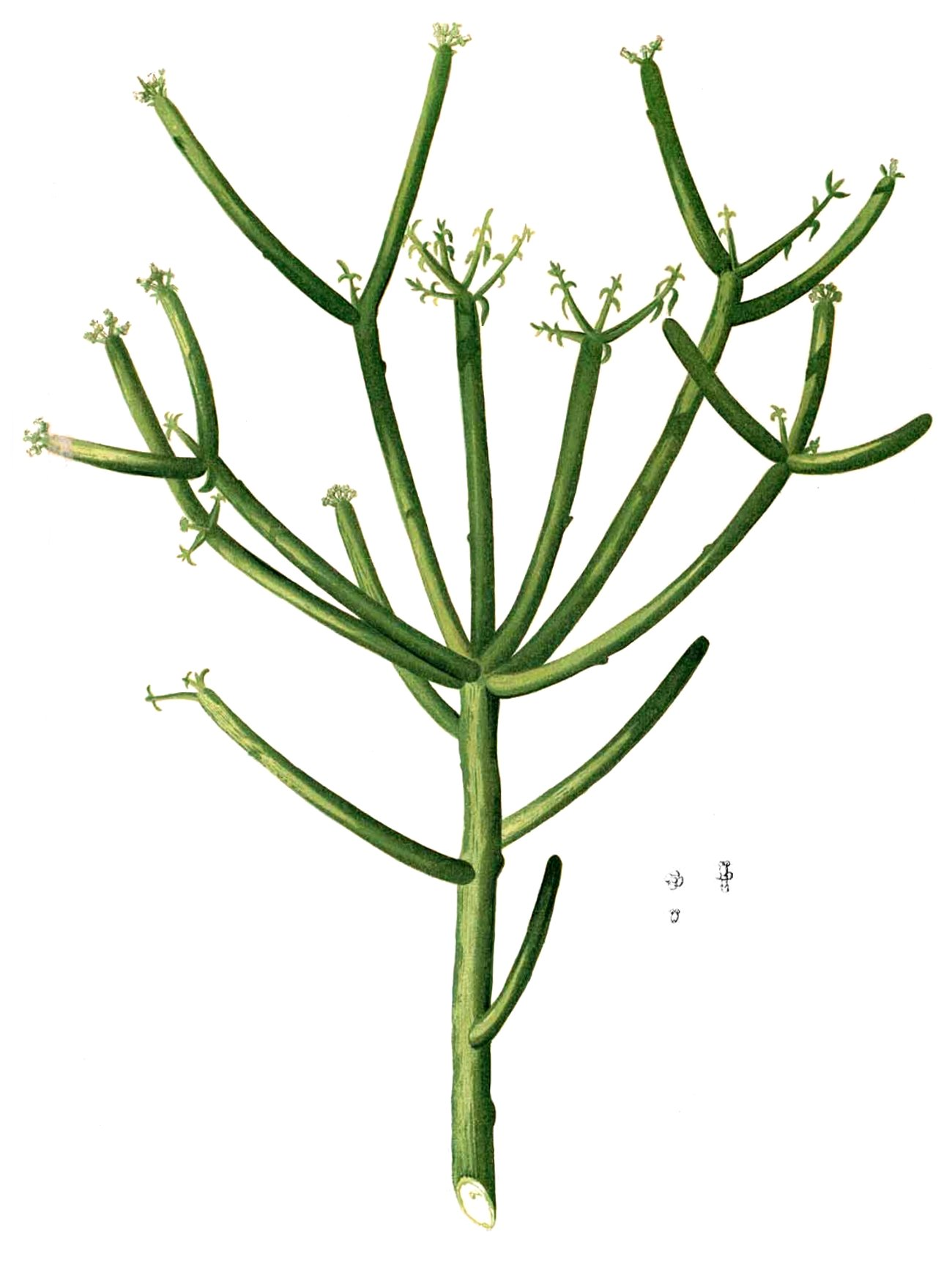
Ilustración.

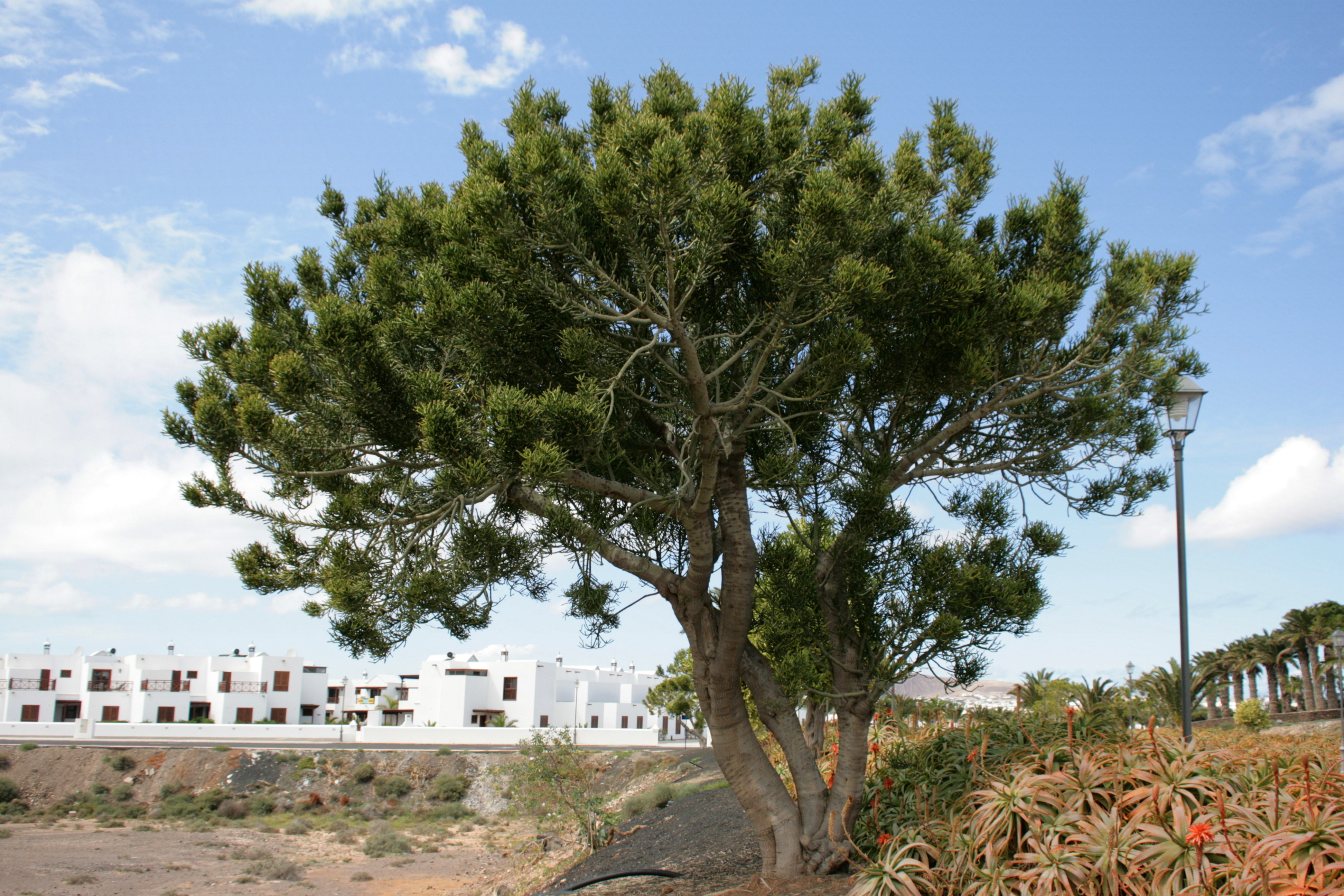
Vista de una planta con porte arbóreo.

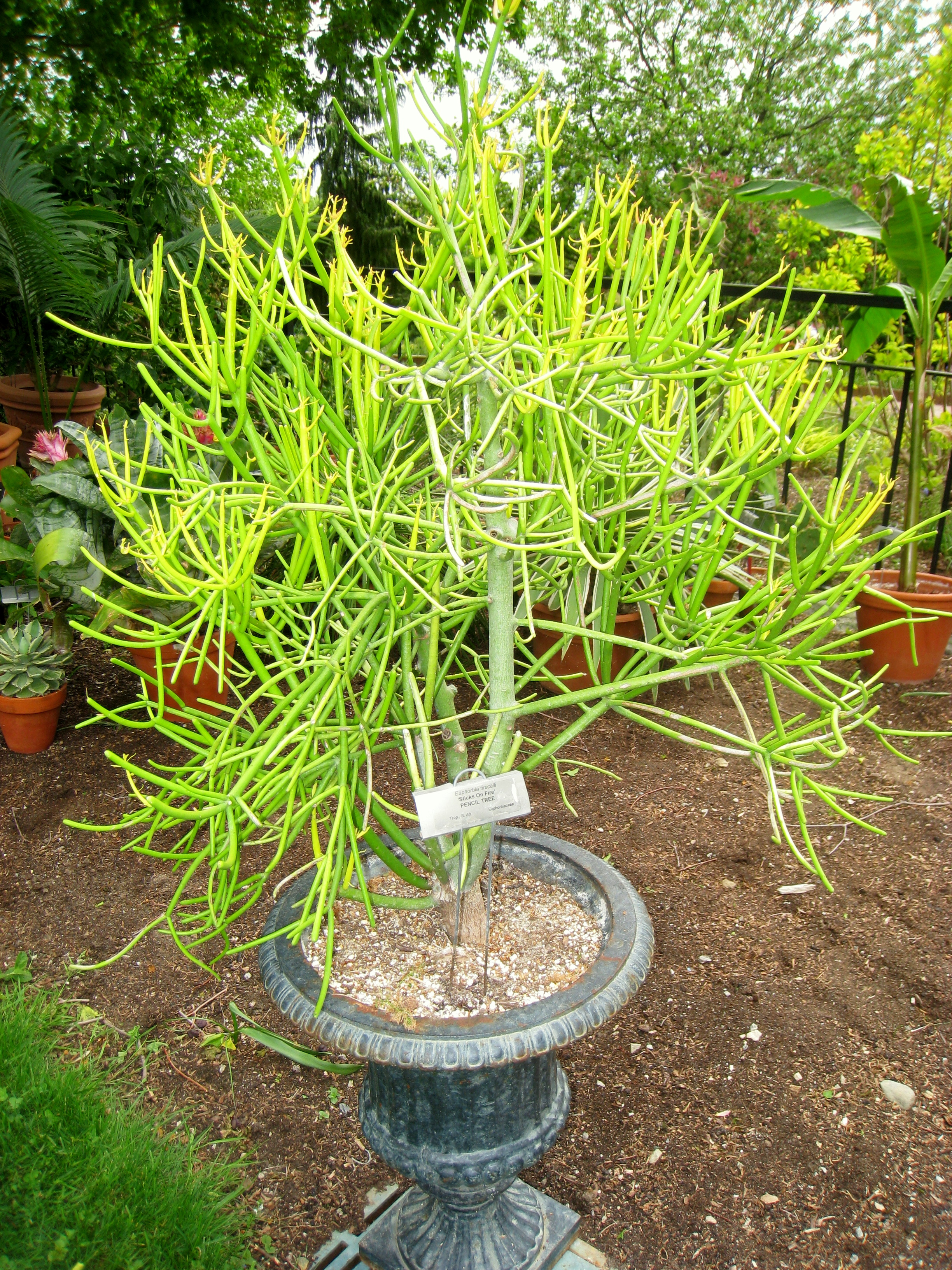
Vista de una planta cultivada.

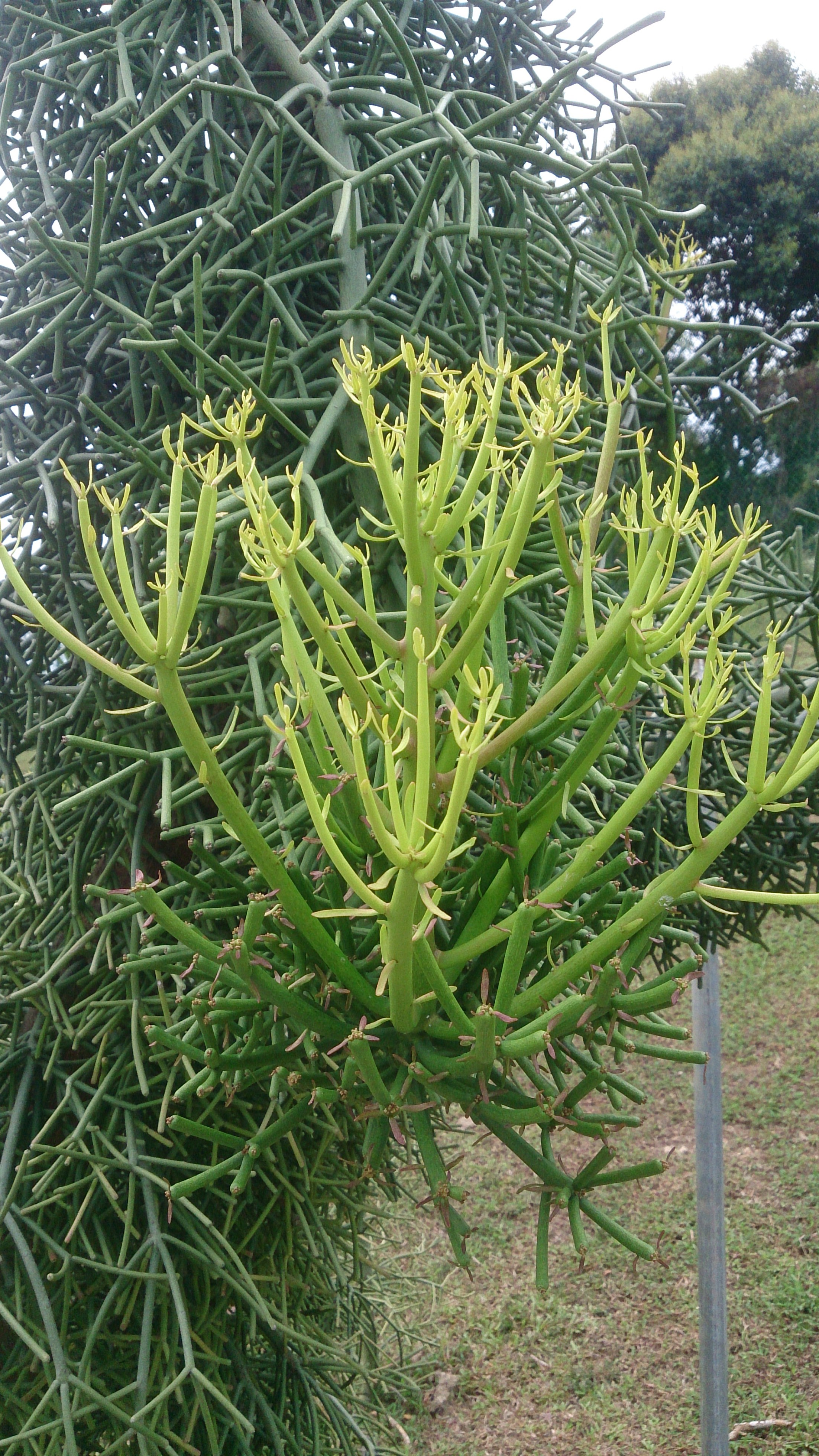
Detalle de la planta.

## Distribución geográfica
Es endémica de las regiones tropicales secas de África. La especie está presente en todas las regiones tropicales del mundo y es común en toda su área de distribución. Su distribución actual está muy influida por la introducción y posterior naturalización, así que es difícil saber qué países forman parte del área de distribución natural.

## Descripción
Es una especie arbustiva perenne con tallo cilíndrico y carnoso. Arbusto densamente ramificado, a menudo aparentemente dioico, alcanza un tamaño de 4 metros o un árbol de 12 a 15 m de altura, con ramitas suculentas frágiles de ± 7 mm de espesor, producidas a menudo en verticilos, finamente estriada longitudinalmente.
Es una planta muy urticante, ya que al entrar en contacto con la piel, los ojos o si es ingerida puede causar una sensación abrasadora, por lo que se recomienda no acercarse a esta planta. Es tóxica, la savia puede producir llagas en la piel, y en los ojos puede causar daño visual irreversible. Se recomienda usar gafas y guantes para su manejo, y mantenerla alejada de los lugares habituales en donde juegan niños.

## Ecología
Se encuentra en los pastizales y bosques formando matorrales en los barrancos, bosques en suelos arcillosos negros, a una altitud de 0-2000 metros.

## Medicina tradicional
E. tirucalli también tiene usos en la medicina tradicional en muchas culturas. Se ha utilizado para tratar el cáncer, excrecencia, tumores y verrugas en lugares tan diversos como Brasil, la India, Indonesia y Malasia. También se ha utilizado como para el asma, la tos, dolor de oído, la neuralgia, el reumatismo, dolor de muelas, y verrugas en la India y Malasia.
E. tirucalli ha sido promovido como un agente contra el cáncer, pero la investigación muestra que suprime el sistema inmune, promueve el crecimiento del tumor, y conduce al desarrollo de ciertos tipos de cáncer. Euphorbia tirucalli también se ha asociado con el linfoma de Burkitt y es piensa que es un cofactor de la enfermedad en lugar de un tratamiento.

## Primeros auxilios
El látex lechoso de E. tirucalli es extremadamente irritante para la piel y la mucosa y es tóxico. El contacto con la piel causa irritación severa, enrojecimiento y una sensación de ardor; en contacto con los ojos puede causar dolor severo, y en algunos casos la ceguera temporal para varios días. Los síntomas pueden empeorar más de 12 horas.
Para las exposiciones de los ojos, lave los ojos con agua fresca y fría durante al menos 15 minutos y repita después de unos minutos. Busque atención médica si no hay alivio. Los antihistamínicos pueden proporcionar alivio para algunas personas.
Si se ingiere, puede causar quemaduras en la boca, los labios y la lengua. Algunas muertes se han registrado por la ingestión de látex, y cualquier persona después de tragarlo deben buscar atención médica.

## Taxonomía
Euphorbia tirucalli fue descrita por Carlos Linneo y publicada en Species Plantarum 1: 452. 1753.
Etimología
Ver: Euphorbia Eimología
Sinonimia
- Tirucalia indica Raf. (1838).
- Arthrothamnus tirucalli (L.) Klotzsch & Garcke (1859).
- Tirucalia tirucalli (L.) P.V.Heath (1996).
- Euphorbia viminalis Mill. (1768), nom. illeg.
- Euphorbia rhipsaloides Lem. (1857).
- Arthrothamnus ecklonii Klotzsch & Garcke (1859).
- Arthrothamnus bergii Klotzsch & Garcke (1860).
- Euphorbia laro Drake (1899).
- Euphorbia geayi Costantin & Gallaud (1905).
- Euphorbia media N.E.Br. in D.Oliver & auct. suc. (eds.) (1911).
- Euphorbia media var. bashawei N.E.Br. in D.Oliver & auct. suc. (eds.) (1911).
- Euphorbia scoparia N.E.Br. in D.Oliver & auct. suc. (eds.) (1911).
- Euphorbia suareziana Croizat (1934).[11][12]